# Dragon Hill, la colina del dragón
Dragon Hill, la colina del dragón es una película española de dibujos animados estrenada en 2002 producida y escrita por Antonio Zurera dirigida por Ángel Izquierdo en 2002. Ganó el Premio Goya a la mejor película de animación.

## Sinopsis
Historia de un mundo maravilloso donde viven todos los dragones, una región que está protegida por cuatro puertas (fuego, agua, tierra y aire) y vigilada por Ethelberg. Este es además un mundo donde llega gente procedente otras épocas y lugares por diferentes razones. Esta película tuvo dos secuelas, El cubo mágico en 2006 y El corazón del roble en 2012.

## Premios
| Categoría                                                                        | Resultado                                                                        |          |
| -------------------------------------------------------------------------------- | -------------------------------------------------------------------------------- | -------- |
| Mejor película de animación                                                      | Mejor película de animación                                                      | Ganadora |
| Mejor canción original ( Productor Emilio Alquézar -D.E.P / Cantante Eva Marti ) | Mejor canción original ( Productor Emilio Alquézar -D.E.P / Cantante Eva Marti ) | Nominada |